# Національний парк Нуристан
Національний парк Нуристан — національний парк в Афганістані, оголошений урядом Афганістану 5 червня 2020 року (збігається з Всесвітнім днем охорони довкілля), що робить його третім у країні після Національних парків Банд-е-Амір та Вахан. Парк включає всю гірську східну провінцію Нуристан, що межує з Пакистаном. За даними ФАО, детальний план управління — і «вісник» — ще надходить.
Початкова пропозиція була розроблена в 1981 р., коли Національний парк Нуристан буде сформований на території тодішніх провінцій Лагман та Кунар (провінція Нуристан не була створена шляхом вирізання територій цих двох провінцій до липня 1988 р.); у доповіді висвітлювались тодішні ліси, на які в значній мірі не впливають мусони, а також перелік видів, що мешкають у них, включаючи пантеру, снігового барса, гімалайського чорного ведмедя та маркхора, у поєднанні з традиційним способом життя місцевих громад. Хоча у доповіді ЮНЕП за 2003 рік було зазначено, що 52 % лісового покриву в провінціях Нуристан, Лагман та Нангархар було втрачено між 1977 та 2002 роками, а Національне агентство охорони навколишнього середовища попередило десятиліттям потому про продовження незаконної вирубки, у звіті Товариства охорони дикої природи 2008 року підтверджено наявність ведмедя та бенгальського кота поряд із сірим вовком, звичайним шакалом, жовтогорлою куницею та їжатцем індійським, а також ряд інших котових, про які повідомили інтерв'юйовані. Район також включає частину району важливих орнітологічних територій долин Печ та Вайгал, де є щонайменше п'ятдесят три види птахів.